# Сирија на Светском првенству у атлетици на отвореном 2013.
Сирија је учествовала на Светском првенству у атлетици на отвореном 2013. одржаном у Москви од 10. до 18. августа а представљао ју је један атлетичар који се такмичио у скоку увис.
На овом првенству представник Сирије није освојио медаљу, а постигао је лични рекорд сезоне.

## Резултати

### Мушкарци
| Атлетичар         | Дисциплина | Лични рекорд | Квалификације | Квалификације | Финале               | Финале       | Детаљи |
| Атлетичар         | Дисциплина | Лични рекорд | Резултат      | Место         | Резултат             | Место        | Детаљи |
| ----------------- | ---------- | ------------ | ------------- | ------------- | -------------------- | ------------ | ------ |
| Маџид Алдин Газал | скок увис  | 2,28 НР      | 2,22 ЛРС      | 11. у гр. Б   | Није се квалификовао | 21 / 32 (34) |        |